# Опршинац
Опршинац је насељено место у саставу општине Церник у Бродско-посавској жупанији, Република Хрватска.

## Историја
До територијалне реорганизације у Хрватској налазио се у саставу старе општине Нова Градишка.
У Опршинцу је пре рата 1991. године живело око 200 становника претежно Срба православне вероисповести. Током рата хрватска војска и мештани околних села су опљачкали и запалили све куће у селу. Сви становници су протерани, само што су Срби православне вероисповести, и сада највећим делом живе у Републици Србији.

## Становништво
На попису становништва 2011. године, Опршинац није имао становника.